# Āghūtmān
Āghūtmān (persiska: آغوتمان) är en ort i Iran.   Den ligger i provinsen Västazarbaijan, i den nordvästra delen av landet, 500 km väster om huvudstaden Teheran. Āghūtmān ligger 1 543 meter över havet och antalet invånare är 432.
Terrängen runt Āghūtmān är lite kuperad. Runt Āghūtmān är det ganska glesbefolkat, med 50 invånare per kvadratkilometer. Närmaste större samhälle är Torjān, 15,7 km öster om Āghūtmān. Trakten runt Āghūtmān består i huvudsak av gräsmarker.